# Žalm 82
Žalm 82 („V shromáždění bohů postavil se Bůh“) je biblický žalm. V překladech, které číslují podle Septuaginty, se jedná o 81. žalm. Žalm je nadepsán těmito slovy: „Žalm pro Asafa.“ Podle některých vykladačů toto nadepsání znamená, že žalm byl určen pro to, aby jej zpívali v Chrámu k tomu určení zpěváci. V židovské liturgii je žalm podle siduru součástí úterní ranní modlitby.